# Пергам (мифология)
Пергам (др.-греч. Πέργαμος) — персонаж древнегреческой мифологии. Сын Неоптолема и Андромахи. Перешёл в Азию и убил в единоборстве Арея, царя Тевфрании, дал название городу по своему имени. По историку Лисимаху, сын Неоптолема и Ланассы. Его внуком был Пракс.